# The Man Behind the Curtain
«The Man Behind the Curtain» (titulado "El hombre tras la cortina" en España y "El hombre detrás de la cortina'" en Hispanoamérica) es el vigésimo capítulo de la tercera temporada de la serie Lost. Ben, a regañadientes, introduce a Locke en los misterios de la isla, incluyendo al misterioso Jacob. El secreto de Juliet se hará público. FLASHBACK de Benjamin Linus.

## Trama
El episodio comienza cuando una mujer que da a luz al aire libre, en un lugar que, al principio, parece la isla. El bebé nace, pero la mujer (cuyo nombre es Emily) sufre dolores y hemorragias fuertes. Su marido, Roger, la lleva con el bebé, al borde de la carretera, más allá de los árboles, donde un coche está listo para ayudarles. Emily le pide a Roger que llame a su bebé Benjamin, y luego, ella muere.
En su nuevo campamento, "Los Otros" se ven sobresaltados por el testimonio de Locke, quien se acerca con el cuerpo de su padre a su espalda y luego se reúne con Ben y le exige que lo lleve hasta donde Jacob, pero Ben le responde que es imposible. En seguida, Mijail irrumpe en el campo, le cuenta a Ben sobre Naomi y proclama que la electricidad del sistema de defensa no fue lo bastante fuerte para matarlo. Locke le dice que Ben no puede resolver ese problema en el momento, porque están en camino para reunirse con Jacob. Ben se ve forzado a llevar a Locke después de que éste deja a Mikhail inconsciente de un golpe. 
En el siguiente retroceso, se ve cómo Ben llegó a la isla con su padre como parte de la iniciativa Dharma, cuando era niño. Ben vio visiones de su madre muerta en la isla, lo que le incitó a ir furtivamente al bosque a buscarla.
En el campamento de los sobrevivientes, Sawyer hace escuchar a Sayid la grabación de Juliet. Visitan la tienda de Juliet solamente para encontrar que Jack ni él ni ella están. Kate se agita y comienza a defender a Jack. Sayid le cuenta sobre la cinta que Sawyer le permitió escuchar. Más adelante esa noche, los sobrevivientes son presentados a Naomi y todos oyen la grabación de Juliet. Apenas en ese momento Jack y Juliet vuelven al campamento. Juliet le pide entonces a Sawyer oír el otro lado de la cinta, donde está el plan de Ben para secuestrar a Sun y a otras mujeres embarazadas. Jack les revela que él sabía de todo esto antes pero había guardado el secreto, porque aún no sabía qué hacer. 
Ben y Locke llegan la "casa" de Jacob. Entran, pero Locke no puede ver ninguna persona adentro. Ben le dice, que Jacob está sentando en la silla al lado de él. Locke, con gran frustración e ira, responde que la silla está vacía, y que él está loco y es patético. Justo cuando Locke está a punto de salir de la casa, se oye una voz profunda que dice "¡Ayúdame!".
Locke saca una linterna, a pesar de que Ben le había advertido que no lo hiciera porque que Jacob "tiene aversión a la tecnología". Repentinamente, los objetos en el cuarto comienzan a volar violentamente alrededor y rompen las ventanas, Ben está echado contra una pared. Brevemente, el contorno de un hombre extraño, arrodillado y frente a Ben, se observa en la pantalla. Locke corre fuera de la casa y Ben sale rápido, detrás. Locke todavía cree que no era el verdadero Jacob, sino que era sólo un espectáculo montado para él (aunque si se observan los fotogramas del video, se ve una imagen de la cara de quien seguramente es Jacob). Entonces, regresan. 
En otro retroceso vemos a un Ben con más edad, en las barracas y es su cumpleaños (tiene ojos azules y deben de ser verdes). Está ayudando a su padre a cargar una furgoneta azul (la cual aparece anteriormente). A su padre se le ha olvidado el cumpleaños, otra vez, pero apenas Ben se lo recuerda, le contesta que se dedicarán a "asuntos entre padre e hijo" una vez acaben su trabajo del día. Conducen la furgoneta hasta una colina y Ben pregunta a su padre si él lo culpa por la muerte de su madre. Roger rechaza responderle, y Ben finalmente estalla, después de años de sufrir negligencia y abuso: saca una careta antigás y dice a Roger adiós, antes de llenar la furgoneta de un gas que hace que su padre sangre por nariz y antes de que muera. Todavía en el retroceso, Ben vuelve a las barracas donde están muertos todos los trabajadores de Dharma. Alpert y sus hombres emergen, y se muestra que ellos trabajan con Ben.
En la isla, Locke nota que Ben lo está conduciendo por una ruta diferente. Ben admite que no nació en la isla, y que desea mostrarle de donde vino. Llegan a una fosa llena de esqueletos de integrantes de Dharma, y Ben le dice:
"esta es mi gente, vinieron aquí buscando armonía, pero ni siquiera pudieron cohabitar con los nativos de la isla y una vez estuvo claro que una de las partes tenía que irse, entonces hice lo que tenía que hacer".
Ben afirma que es más listo que Locke porque hizo lo necesario para no terminar en esa fosa y entonces le dispara a Locke, que cae dentro. Ben desde arriba asegura que Locke le hizo daño a Jacob y le exige a Locke contarle qué le habló Jacob, y él se lo dice, simplemente exclama "¡Ayúdame!". Ben le contesta: "Pues espero que él te ayude", entonces amenaza con volver a dispararle para rematarlo, pero Locke dice: "Él dijo: 'Ayúdame'". Ben, de visible mal humor, se da media vuelta y deja a John a su suerte.
- Datos: Q465825